# Monjas (Jalapa)
Monjas (en recuerdo de la antigua «Hacienda de las Monjas») es un municipio en el departamento de Jalapa, en la República de Guatemala. Tiene una extensión de aproximadamente 256 km².
Está ubicado a 23 kilómetros de la cabecera departamental entre la carretera que une al departamento de Jalapa con el de Jutiapa, dista también 17 kilómetros del departamento del Progreso, Jutiapa y de la carretera Interamericana. El valle de Monjas, es reconocido por su tierra fértil y sus carreteras perfectamente trazadas pueden apreciarse desde el camino que desciende de Jalapa. 
En la aldea «Los Terrones» de Monjas, Jalapa, se encuentra la Laguna del Hoyo, la cual es usada como un depósito de agua, para cubrir las necesidades de los sistemas de riego que se establecieron en ese lugar, una de las infraestructuras más impresionantes de oriente guatemalteco.
El 26 de agosto de 2011 se realizó la celebración del centésimo aniversario de fundación del municipio.

## Toponimia
La localidad era conocida anteriormente como «Hacienda de las Monjas», Jalapa; en el Archivo General de Centroamérica aparece el nombre en un registro que data de 1773, el cual trata del estudio de varios valles de Guatemala, para traslado de la capital luego de los terremotos de Santa Marta. Esta hacienda se extendía desde Jutiapilla hasta san Cristóbal la Frontera, ubicada en el moderno departamento de Jutiapa; se cree que los propietarios de la hacienda fueron Joseph de Nájera y María Felipa de Mencos, quien al morir dejó asegurada en su testamento la existencia de la «Hacienda de Las Monjas».
No se conoce con precisión de dónde provino el topónimo «Monjas», aunque un estudio hecho por la Facultad de Ciencias Económicas de la Universidad de San Carlos de Guatemala entrevistó a las personas más longevas de esta comunidad quienes aseguran que el topónimo provendría de la permanencia de cinco monjas españolas llevadas al lugar por Antonio Taboada, pero no especificaron la fecha en que lo habría hecho.

## Geografía física

### Clima
El clima de la cabecera municipal de Monjas es tropical (Clasificación de Köppen: Aw):
| Parámetros climáticos promedio de Monjas | Parámetros climáticos promedio de Monjas | Parámetros climáticos promedio de Monjas | Parámetros climáticos promedio de Monjas | Parámetros climáticos promedio de Monjas | Parámetros climáticos promedio de Monjas | Parámetros climáticos promedio de Monjas | Parámetros climáticos promedio de Monjas | Parámetros climáticos promedio de Monjas | Parámetros climáticos promedio de Monjas | Parámetros climáticos promedio de Monjas | Parámetros climáticos promedio de Monjas | Parámetros climáticos promedio de Monjas | Parámetros climáticos promedio de Monjas |
| Mes                                      | Ene.                                     | Feb.                                     | Mar.                                     | Abr.                                     | May.                                     | Jun.                                     | Jul.                                     | Ago.                                     | Sep.                                     | Oct.                                     | Nov.                                     | Dic.                                     | Anual                                    |
| ---------------------------------------- | ---------------------------------------- | ---------------------------------------- | ---------------------------------------- | ---------------------------------------- | ---------------------------------------- | ---------------------------------------- | ---------------------------------------- | ---------------------------------------- | ---------------------------------------- | ---------------------------------------- | ---------------------------------------- | ---------------------------------------- | ---------------------------------------- |
| Temp. máx. media (°C)                    | 27.5                                     | 28.8                                     | 30.2                                     | 31.2                                     | 30.2                                     | 27.5                                     | 27.5                                     | 27.8                                     | 27.5                                     | 27.1                                     | 26.7                                     | 26.9                                     | 28.2                                     |
| Temp. media (°C)                         | 21                                       | 22.1                                     | 23.2                                     | 24.7                                     | 24.4                                     | 22.9                                     | 23                                       | 23.1                                     | 23                                       | 22.4                                     | 21.5                                     | 20.9                                     | 22.7                                     |
| Temp. mín. media (°C)                    | 14.6                                     | 15.4                                     | 16.3                                     | 18.2                                     | 18.6                                     | 18.4                                     | 18.5                                     | 18.4                                     | 18.5                                     | 17.8                                     | 16.4                                     | 15                                       | 17.2                                     |
| Precipitación total (mm)                 | 0                                        | 2                                        | 10                                       | 31                                       | 99                                       | 229                                      | 164                                      | 169                                      | 184                                      | 108                                      | 15                                       | 1                                        | 1012                                     |
| Fuente: Climate-Data.org                 |                                          |                                          |                                          |                                          |                                          |                                          |                                          |                                          |                                          |                                          |                                          |                                          |                                          |

### Ubicación geográfica
Monjas está localizada en el departamento de Jalapa y sus colindancias son las siguientes:
- Norte: Jalapa, San Manuel Chaparrón y San Pedro Pinula, municipios del departamento de Jalapa
- Sur: Jutiapa y El Progreso, municipios del departamento de Jutiapa
- Este: Santa Catarina Mita, municipio del departamento de Jutiapa
- Oeste: Jalapa, municipio del departamento de Jalapa[7]

|               | Norte: Jalapa San Manuel Chaparrón San Pedro Pinula |                           |
| Oeste: Jalapa |                                                     | Este: Santa Catarina Mita |
|               | Sur: Jutiapa El Progreso                            |                           |

## Gobierno municipal
Los municipios se encuentran regulados en diversas leyes de la República, que establecen su forma de organización, lo relativo a la conformación de sus órganos administrativos y los tributos destinados para los mismos.  Aunque se trata de entidades autónomas, se encuentran sujetas a la legislación nacional. Las principales leyes que rigen a los municipios en Guatemala desde 1985 son:
| N.º | Ley                                                | Descripción |
| --- | -------------------------------------------------- | --- |
| 1   | Constitución Política de la República de Guatemala | Tiene una regulación legal específica para los municipios en los artículos 253 al 262. |
| 2   | Ley Electoral y de Partidos Políticos              | Ley de carácter constitucional aplicable a los municipios en el tema de la conformación de sus autoridades electas. |
| 3   | Código Municipal                                   | Decreto 12-2002 del Congreso de la República de Guatemala. Tiene la categoría de ley ordinaria y contiene preceptos generales aplicables a todos los municipios, e inclusive contiene legislación referente a la creación de los municipios.             |
| 4   | Ley de Servicio Municipal                          | Decreto 1-87 del Congreso de la República de Guatemala. Regula las relaciones entra la municipalidad y los servidores públicos en materia laboral. Tiene su base constitucional en el artículo 262 de la constitución que ordena la emisión de la misma. |
| 5   | Ley General de Descentralización                   | Decreto 14-2002 del Congreso de la República de Guatemala. Regula el deber constitucional del Estado, y por ende del municipio, de promover y aplicar la descentralización y desconcentración económica y administrativa.                                |

El gobierno de los municipios de Guatemala está a cargo de un Concejo Municipal mientras que el código municipal —que tiene carácter de ley ordinaria y contiene disposiciones que se aplican a todos los municipios de Guatemala— establece que «el concejo municipal es el órgano colegiado superior de deliberación y de decisión de los asuntos municipales […] y tiene su sede en la circunscripción de la cabecera municipal». Por último, el artículo 33 del mencionado código establece que «[le] corresponde con exclusividad al concejo municipal el ejercicio del gobierno del municipio».
El concejo municipal se integra con el alcalde, los síndicos y concejales, electos directamente por sufragio universal y secreto para un período de cuatro años, pudiendo ser reelectos.
Existen también las Alcaldías Auxiliares, los Comités Comunitarios de Desarrollo (COCODE), el Comité Municipal del Desarrollo (COMUDE), las asociaciones culturales y las comisiones de trabajo. Los alcaldes auxiliares son elegidos por las comunidades de acuerdo a sus principios, valores, procedimientos y tradiciones, estos se reúnen con el alcalde municipal el primer domingo de cada mes. Los Comités Comunitarios de Desarrollo y el Consejo Municipal de Desarrollo tiene como función organizar y facilitar la participación de las comunidades priorizando necesidades y problemas.

## Historia
Después de los terremotos de Santa Marta en 1773 que destruyeron totalmente la capital —Santiago de los Caballeros de Guatemala—, se pensó en su traslado a los valles de Jalapa y se nombró una comisión para que pasara a inspeccionar los valles de Jumay, de Jalapa y de la Hacienda de Las Monjas con el objeto de escoger el sitio más apropiado. En el informe preparado por la comisión presidida por el Oidor Decano, Juan González Bustillo, e integrada por maestro Bernardo Ramírez, indicaban que el clima era benigno, la topografía se consideraba a propósito para edificar una gran ciudad, pero había escasez de agua potable, lo cual fue una de las principales razones para que el proyecto no se aceptara y que después de otros estudios se decidió que se haya fijado la capital en el lugar actual.

### Creación del departamento de Jalapa

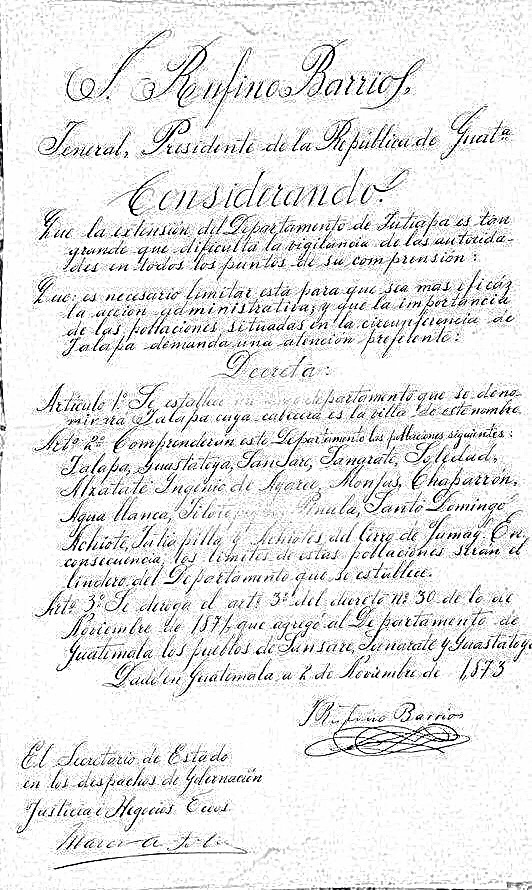
Facsímil del decreto de creación del Departamento de Jalapa en 1873.

El 24 de noviembre de 1873 se estableció el nuevo departamento de Jalapa, por Decreto número 107, siendo Presidente de la República de Guatemala el general Justo Rufino Barrios; Barrios creó el nuevo departamento debido a la gran extensión del departamento de Jutiapa, lo que dificultaba la vigilancia de las autoridades.  Monjas fue parte del nuevo departamento, junto con Jalapa, Guastatoya, Sansare, Sanarate, Soledad, Ingenio de Ayarce, Chaparrón, Agua Blanca, Jilotepeque, Alzatate, Pinula, Santo Domingo, Achiote, Jutiapilla, y Achiotes del Cerro de Jumay.

### Gobierno del licenciado Manuel Estrada Cabrera
El gobierno del licenciado Manuel Estrada Cabrera elevó a Monjas a la categoría de municipio el 26 de agosto de 1911. 
Según registros de la Municipalidad de Monjas, hay evidencias que los primeros pobladores fueron los señores Pedro, Luciano y Rodrigo de apellido Aguirre y la familia Valenzuela. Años más tarde el gobierno dispuso trazar las calles y avenidas del Municipio y los ingenieros repartieron lotes en forma gratuita, lo que atrajo a muchas familias quienes inmediatamente establecieron el área urbana.
Tras la muerte de Antonio Taboada, la Hacienda de Las Monjas pasó a poder de Marta Vergen o Ambelis Donis, quienes optaron por vender la propiedad pero el gobierno del licenciado Manuel Estrada Cabrera impidió la venta, expropiando la Hacienda, la cual pasó a poder del Estado. Posteriormente, Estrada Cabrera epartió las tierras de la Hacienda entre personajes muy allegados a su persona: el licenciado Manuel Godoy, el ingeniero Benedicto Cárcamo y los generales Eligio Andrade y Margarito Ariza.

### Demolición de la casa de la «Hacienda de Las Monjas»
Durante la década de 1990, cuando era alcalde Leonel Martínez se dispuso a derrumbar la antigua «Casona» de la Hacienda Las Monjas, la cual estaba ubicada en «El Campeche», donde posteriormente se construyó el salón de usos múltiples del municipio; en esa “Casona” había vivido Antonio Taboada y fue demolida porque se creía que él había enterrado su fortuna en algún lugar de la casa.

## Economía
Su economía está basada directamente en la agricultura, la ganadería, el comercio y las divisas que personas en el extranjero envían a sus familiares en el municipio.

## Educación
En cuanto a la educación, existe la escuela Oficial Rural Mixta —la cual alberga a alrededor de mil estudiantes— y varias escuelas y colegios del nivel primario: como por ejemplo, La Escuela Oficial Urbana Mixta de Monjas Jornada Matutina y Vespertina, Escuela Marginal Agua Tibia,  «La Libertad»,  «El Campeche», y Centro de Educación Inicial «PAIN». También hay colegios privados, entre ellos: Liceo Minerva, Liceo Monjas, Colegio Evangélico La Palabra, Colegio Evangélico Libertad, Colegio Divino Niño Jesús, Colegio Bilingüe y el Instituto Técnico Industrial Albert Einstein. 
Las cooperativas del área tienen: Instituto de Educación Diversificada por Cooperativa Monjas y el Instituto de Educación Básica por Cooperativa Monjas, dentro del área urbana; por su parte, el sector público mantiene a: Instituto Nacional de educación Básica «INEB»; Instituto Nacional de Educación Diversificada «INED», y el INEB de Telesecundaria, el cual atiende a las comunidades de Achiotes, Mojarritas, Campana, Terrones, Provincia, Piedras de Fuego y Garay
Finalmente, los planes de fin de Semana son impartidos por el Instituto Guatemalteco de Educación Radiofónica «IGER», el Instituto Técnico de Formación Integral «INTECFORI»  e Instituto Municipal de Educación .. 
Además cuenta con una sede de la Facultad de Humanidades de la Tricentenaria Universidad de San Carlos de Guatemala desde el año 2014, plan fin de semana ofreciendo las carreras de Profesorado y Licenciatura en Pedagogía y Administración Educativa, Profesorado en Educación Primaria Intercultural y otras atendiendo a la demanda educativa.
Población Estudiantil
La población estudiantil de Monjas, Jalapa está conformada, en su mayor parte, de niños y jóvenes cuyas edades van desde los 6 hasta los 19 años.

## Cultura
La cultura de Monjas no es diferente de las demás culturas de oriente, se practican muchas costumbres que se pueden observar en las personas de lugares como Jutiapa, Zacapa o Chiquimula.
Además, cuenta con su propio Himno Oficial, el cual cuenta con audio: Himno a Monjas (audio) y en este enlace se encuentra la letra: Himno a Monjas (letra)